# بوبرز ایلند
بوبرز ایلند (به انگلیسی: Beaubears Island) یک منطقهٔ مسکونی در کانادا است که در منطقه دربی واقع شده‌است.